# Cryptoblepharus poecilopleurus
Cryptoblepharus poecilopleurus är en ödleart som beskrevs av  Wiegmann 1836. Cryptoblepharus poecilopleurus ingår i släktet Cryptoblepharus och familjen skinkar. Inga underarter finns listade i Catalogue of Life.